# A-League 2006/07
Die Saison 2006/07 war die zweite Spielzeit der A-League. Die Saison begann am 25. August 2006 mit der Begegnung Melbourne Victory gegen Adelaide United und endete mit derselben Paarung im Meisterschaftsfinale am 18. Februar 2007. Melbourne wurde durch einen 6:0-Kantersieg Nachfolger des Vorjahresmeister Sydney FC.
Es war die letzte Saison für die New Zealand Knights, denen der australische Verband im Dezember 2005 die Lizenz entzog. Die Knights beendeten die Spielzeit unter der kommissarischen Führung durch den neuseeländischen Fußballverband und wurden anschließend aufgelöst.

## Abschlusstabelle
| Pl. | Verein                 | Sp. | S  | U | N  | Tore    | Diff. | Punkte | Kommentare                            |
| --- | ---------------------- | --- | -- | - | -- | ------- | ----- | ------ | ------------------------------------- |
| 1.  | Melbourne Victory      | 21  | 14 | 3 | 4  | 041:200 | +21   | 45     | Qualifiziert für das Major Semi-final |
| 2.  | Adelaide United        | 21  | 10 | 3 | 8  | 032:270 | +5    | 33     | Qualifiziert für das Major Semi-final |
| 3.  | Newcastle United Jets  | 21  | 8  | 6 | 7  | 032:300 | +2    | 30     | Qualifiziert für das Minor Semi-final |
| 4.  | Sydney FC* (M)         | 21  | 8  | 8 | 5  | 029:190 | +10   | 29     | Qualifiziert für das Minor Semi-final |
| 5.  | Queensland Roar        | 21  | 8  | 5 | 8  | 025:270 | −2    | 29     |                                       |
| 6.  | Central Coast Mariners | 20  | 6  | 5 | 9  | 022:260 | −4    | 23     |                                       |
| 7.  | Perth Glory            | 21  | 5  | 5 | 11 | 024:300 | −6    | 20     |                                       |
| 8.  | New Zealand Knights    | 21  | 5  | 4 | 12 | 013:390 | −26   | 19     |                                       |

* Sydney FC wurden wegen Verstößen gegen das Salary Cap während der Saison 2005/06 im Dezember 2006 drei Punkte abgezogen.

### Finalrunde
|  | Halbfinale | Halbfinale            | Halbfinale | Halbfinale |  |   | Preliminary final     | Preliminary final | Preliminary final |   |                 | Grand final | Grand final       | Grand final |
|  |            |                       | L1         | L2         |  |   |                       |                   |                   |   |                 |             |                   |             |
|  |            |                       |            |            |  |   |                       |                   |                   |   |                 |             |                   |             |
|  | 1          | Melbourne Victory     | 0          | 2          |  |   |                       |                   |                   |   |                 |             |                   |             |
|  | 2          | Adelaide United       | 0          | 1          |  |   |                       |                   |                   |   |                 | 1           | Melbourne Victory | 6           |
|  |            |                       |            |            |  | 2 | Adelaide United       | 1 (4)1            |                   | 2 | Adelaide United | 0           |                   |             |
|  |            |                       |            |            |  | 3 | Newcastle United Jets | 1 (3)             |                   |   |                 |             |                   |             |
|  | 3          | Newcastle United Jets | 1          | 2          |  |   |                       |                   |                   |   |                 |             |                   |             |
|  | 4          | Sydney FC             | 2          | 0          |  |   |                       |                   |                   |   |                 |             |                   |             |

1 nach Elfmeterschießen

### Grand Final
| Melbourne Victory                            | Melbourne Victory | Adelaide United | Adelaide United | Aufstellung                                         |
| -------------------------------------------- | --- | --- | --------------- | --------------------------------------------------- |
| Melbourne Victory                            | \| Grand Final \| \| 18. Februar 2007 in Melbourne (Telstra Dome) \| \| Ergebnis: 6:0 (3:0) \| \| Zuschauer: 55.436 \| \| Schiedsrichter: Mark Shield (Townsville) \|                                                                                                | \| Grand Final \| \| 18. Februar 2007 in Melbourne (Telstra Dome) \| \| Ergebnis: 6:0 (3:0) \| \| Zuschauer: 55.436 \| \| Schiedsrichter: Mark Shield (Townsville) \| | Adelaide United | Aufstellung Melbourne Victory gegen Adelaide United |
| Melbourne Victory                            | Michael Theoklitos – Simon Storey, Adrian Leijer, Rodrigo Vargas, Steve Pantelidis – Kevin Muscat, Grant Brebner (59. Leigh Broxham) – Fred, Adrian Caceres (62. James Robinson) – Archie Thompson (90. Kristian Sarkies), Daniel Allsopp Cheftrainer: Ernie Merrick | Daniel Beltrame – Richie Alagich (70. Jason Spagnuolo), Angelo Costanzo, Michael Valkanis, Greg Owens (46. Aaron Goulding) – Travis Dodd, Ross Aloisi, Diego Walsh, Nathan Burns (68. Matthew Osman) – Fernando Rech (59. Bruce Djite), Carl Veart Cheftrainer: John Kosmina | Adelaide United | Aufstellung Melbourne Victory gegen Adelaide United |
| Melbourne Victory                            | 1:0 Thompson (20.) 2:0 Thompson (29.) 3:0 Thompson (39.) 4:0 Thompson (56.) 5:0 Thompson (72.) 6:0 Sarkies (90.+3') | | Adelaide United | Aufstellung Melbourne Victory gegen Adelaide United |
| Melbourne Victory                            | Fred (64.) | Costanzo (57.), Valkanis (57.), Veart (68.) | Adelaide United | Aufstellung Melbourne Victory gegen Adelaide United |
| Melbourne Victory                            | Aloisi (34.) | | Adelaide United | Aufstellung Melbourne Victory gegen Adelaide United |
| Grand Final                                  | | |                 |                                                     |
| 18. Februar 2007 in Melbourne (Telstra Dome) | | |                 |                                                     |
| Ergebnis: 6:0 (3:0)                          | | |                 |                                                     |
| Zuschauer: 55.436                            | | |                 |                                                     |
| Schiedsrichter: Mark Shield (Townsville)     | | |                 |                                                     |

## Auszeichnungen
| Auszeichnung                                                   | Gewinner                               |
| -------------------------------------------------------------- | -------------------------------------- |
| Johnny Warren Medal (Spieler des Jahres)                       | Nick Carle (Newcastle United Jets)     |
| Reebok Golden Boot Award (Bester Torschütze)                   | Daniel Allsopp (Melbourne Victory)     |
| Hyundai Rising Star Award (Nachwuchsspieler des Jahres (U-20)) | Adrian Leijer (Melbourne Victory)      |
| Hyundai A-League Coach of the Year (Trainer des Jahres)        | Ernie Merrick (Melbourne Victory)      |
| Zurich Referee of the Year (Schiedsrichter des Jahres)         | Mark Shield                            |
| Joe Marston Medal (Bester Spieler im Grand Final)              | Archie Thompson (Melbourne Victory)    |
| Goalkeeper of the Year (Torhüter des Jahres)                   | Michael Theoklitos (Melbourne Victory) |

## Torschützenliste
| Pl. | Nat.       | Spieler         | Verein(e)                               | Tore    |
| --- | ---------- | --------------- | --------------------------------------- | ------- |
| 1   | Australien | Daniel Allsopp  | Melbourne Victory                       | 11      |
| 2   | Australien | Archie Thompson | Melbourne Victory                       | 10      |
| 3   | Australien | Damian Mori     | Central Coast Mariners, Queensland Roar | 8 (6+2) |
|     | Australien | Mark Bridge     | Newcastle United Jets                   | 8       |
| 5   | Australien | Adam Kwasnik    | Central Coast Mariners                  | 7       |
|     | Australien | Jamie Harnwell  | Perth Glory                             | 7       |

## Spielstätten
| Verein                 | Stadion                            | Kapazität     | Zuschauerschnitt |
| ---------------------- | ---------------------------------- | ------------- | ---------------- |
| Melbourne Victory      | Telstra Dome, Olympic Park Stadium | 56.347 18.500 | 27.728           |
| Queensland Roar        | Suncorp Stadium                    | 52.500        | 16.465           |
| Sydney FC              | Aussie Stadium                     | 42.000        | 14.999           |
| Adelaide United        | Hindmarsh Stadium                  | 17.000        | 12.162           |
| Newcastle United Jets  | EnergyAustralia Stadium            | 26.164        | 11.442           |
| Central Coast Mariners | Central Coast Stadium              | 20.119        | 9.828            |
| Perth Glory            | Members Equity Stadium             | 18.156        | 7.671            |
| New Zealand Knights    | North Harbour Stadium              | 25.000        | 3.014            |

## Vorsaisonale Wettbewerbe
Vor dem Start der A-League-Saison wurde der obligatorische Pre-season Cup ausgetragen.

### Pre-Season Challenge Cup
Der Pre-Season Challenge Cup 2006 fand im Juli und August als Vorlauf zur Hauptsaison statt. Die acht A-League-Teams wurden zunächst in zwei Vorrundengruppen à vier Mannschaften aufgeteilt und spielten in einer einfachen Ligarunde. Als zusätzliches Spiel wurde eine Partie gegen ein Team aus der anderen Gruppe ausgetragen. In diesem Spiel gab es neben den normalen Punkten auch Bonuspunkte für erzielte Tore. Für zwei erzielte Tore gab es einen Punkt, drei Tore brachten zwei Punkte und für vier oder mehr Tore wurden drei Bonuspunkte vergeben.
Die beiden Gruppenersten jeder Gruppe rückten in das Halbfinale vor und spielten den Sieger im K.-o.-Verfahren aus. Die Tabellendritten und -vierten trugen Platzierungsspiele aus.
Einige der Partien wurden in australischen Städten ohne A-League-Team ausgetragen, um dort für die Liga zu werben.
Im Finale gewann Adelaide United mit 5:4 im Elfmeterschießen gegen den Titelverteidiger Central Coast Mariners.

#### Gruppenphase
Gruppe A
| Pl. | Verein                 | Sp. | S | U | N | Tore    | Diff. | Punkte |
| --- | ---------------------- | --- | - | - | - | ------- | ----- | ------ |
| 1.  | Central Coast Mariners | 4   | 2 | 2 | 0 | 005:200 | +3    | 08     |
| 2.  | Adelaide United        | 4   | 2 | 2 | 0 | 002:000 | +2    | 08     |
| 3.  | Melbourne Victory      | 4   | 1 | 1 | 2 | 005:700 | −2    | 06     |
| 4.  | Perth Glory            | 4   | 0 | 2 | 2 | 002:600 | −4    | 02     |

Gruppe B
| Pl. | Verein                | Sp. | S | U | N | Tore    | Diff. | Punkte |
| --- | --------------------- | --- | - | - | - | ------- | ----- | ------ |
| 1.  | Sydney FC             | 4   | 3 | 1 | 0 | 007:200 | +5    | 12     |
| 2.  | Newcastle United Jets | 4   | 0 | 2 | 2 | 004:600 | −2    | 03     |
| 3.  | New Zealand Knights   | 4   | 0 | 3 | 1 | 002:300 | −1    | 03     |
| 4.  | Queensland Roar       | 4   | 0 | 3 | 1 | 002:300 | −1    | 03     |

#### Finalrunde
|  | Halbfinale             | Halbfinale      |                |   | Finale | Finale |
|  |                        |                 |                |   |        |        |
|  | Central Coast Mariners | 2               |                |   |        |        |
|  | Newcastle Jets         | 1               |                |   |        |        |
|  |                        |                 |                |   |        |        |
|  |                        |                 |                |   |        |        |
|  | Central Coast Mariners | 1 (4)1          |                |   |        |        |
|  |                        | Adelaide United | 1 (5)          |   |        |        |
|  |                        |                 |                |   |        |        |
|  | Platz 3                |                 |                |   |        |        |
|  |                        |                 | Sydney FC      | 2 |        |        |
|  | Adelaide United        | 2               | Newcastle Jets | 0 |        |        |
|  | Sydney FC              | 1               |                |   |        |        |

|  | Platz 5-8           | Platz 5-8   |                     |   | Platz 5 | Platz 5 |
|  |                     |             |                     |   |         |         |
|  | Melbourne Victory   | 0 (4)1      |                     |   |         |         |
|  | Queensland Roar     | 0 (2)       |                     |   |         |         |
|  |                     |             |                     |   |         |         |
|  |                     |             |                     |   |         |         |
|  | Melbourne Victory   | 1           |                     |   |         |         |
|  |                     | Perth Glory | 0                   |   |         |         |
|  |                     |             |                     |   |         |         |
|  | Platz 7             |             |                     |   |         |         |
|  |                     |             | New Zealand Knights | 1 |         |         |
|  | New Zealand Knights | 0           | Queensland Roar     | 2 |         |         |
|  | Perth Glory         | 1           |                     |   |         |         |

1 nach Elfmeterschießen